# Ден-Булак
Ден-Булак (кирг. Дөң-Булак) — село в Узгенском районе Ошской области Кыргызстана. Входит в состав Ден-Булакского аильного округа. Код СОАТЕ — 41706 255 817 05 0

## Население
По данным переписи 2023 года, в селе проживало 3 661 человек.